# Adolphe de Holstein-Gottorp (1600-1631)
Adolphe de Holstein-Gottorp, né le 15 septembre 1600 à Gottorf, décédé le 19 septembre 1631 à Eilenbourg.

## Famille
Il est le fils de Jean-Adolphe de Holstein-Gottorp et d'Augusta de Danemark.

## Biographie
Il est élu en 1621 sous-coadjuteur de l’évêché de Lübeck.
Il se met ensuite au service des armées du Saint-Empire romain germanique en 1623, dans le cadre de la guerre de Trente Ans, sous les ordres des généraux Tilly et Wallenstein contre les États protestants et le roi Christian IV du Danemark. Ce qui oblige son frère Frédéric III de Holstein-Gottorp à lui retirer son apanage holsteinois.
Après la paix de Lübeck, il combat en Pologne contre le roi de Suède sous les ordres du général Tilly.
Lors de la bataille de Breitenfeld, le 17 septembre 1631, il est colonel d'infanterie, mais son régiment est presque totalement détruit et lui-même grièvement blessé. Il meurt deux jours plus tard à Eilenbourg.
Son corps est ensuite rapatrié à Schleswig, où il est enterré dans la cathédrale.